# Piperocaine
Piperocaine là một loại thuốc gây tê cục bộ được phát triển vào những năm 1920 và được sử dụng làm muối hydroclorua để xâm nhập và chặn các dây thần kinh.